# Аксель Дісасі
Аксе́ль Дісасі́ (фр. Axel Disasi, нар. 11 березня 1998, Гонесс) — французький футболіст, центральний захисник клубу «Челсі» і збірної Франції. На умовах оренди грає за «Астон Віллу».

## Клубна кар'єра
Народився 11 березня 1998 року в місті Гонесс. Вихованець футбольної школи клубу «Париж». Дорослу футбольну кар'єру розпочав 2015 року в основній команді того ж клубу, в якій провів один сезон, взявши участь у трьох матчах другого французького дивізіону.
2016 року перейшов до іншого друголігового клубу, «Реймса», де спочатку грав здебільшого за другу команду, а за рік став дедалі частіше залучатися до матчів головної команди. 2018 року команда пробилася до Ліги 1, на рівні якої Дісасі став вже основним гравцем по ходу сезону 2019/20.
7 серпня 2020 року за 13 мільйонів євро перейшов до «Монако», де сформував основну пару центральних захисників із ще молодшим Бенуа Бадьяшилєм.

## Виступи за збірну
2018 року провів три гри у складі юнацької збірної Франції (U-20).

## Статистика виступів

### Статистика клубних виступів
Станом на 6 серпня 2021
| Сезон               | Команда             | Чемпіонат           | Чемпіонат | Чемпіонат | Національний кубок | Національний кубок | Національний кубок | Континентальні кубки | Континентальні кубки | Континентальні кубки | Інші змагання | Інші змагання | Інші змагання | Усього | Усього | Усього |
| Сезон               | Команда             | Ліга                | Ігор      | Голів     | Ліга               | Ігор               | Голів              | Ліга                 | Ігор                 | Голів                | Ліга          | Ігор          | Голів         | Ігор   | Голів  |        |
| ------------------- | ------------------- | ------------------- | --------- | --------- | ------------------ | ------------------ | ------------------ | -------------------- | -------------------- | -------------------- | ------------- | ------------- | ------------- | ------ | ------ | ------ |
| 2015–16             | «Париж-2»           | АЧФ2                | 19        | 2         | -                  | -                  | -                  | -                    | -                    | -                    | -             | -             | -             | 19     | 2      |        |
| 2015–16             | «Париж»             | Л2                  | 3         | 1         | КФ+КЛ              | 1+0                | 0                  | -                    | -                    | -                    | -             | -             | -             | 4      | 1      |        |
| 2016–17             | «Реймс-2»           | АЧФ                 | 21        | 1         | -                  | -                  | -                  | -                    | -                    | -                    | -             | -             | -             | 21     | 1      |        |
| 2017–18             | «Реймс-2»           | АЧФ                 | 2         | 0         | -                  | -                  | -                  | -                    | -                    | -                    | -             | -             | -             | 2      | 0      |        |
| 2018–19             | «Реймс-2»           | АЧФ                 | 13        | 1         |                    | -                  | -                  |                      | -                    | -                    | -             | -             | -             | 13     | 1      |        |
| Усього за «Реймс-2» | Усього за «Реймс-2» | Усього за «Реймс-2» | 36        | 2         |                    | -                  | -                  |                      | -                    | -                    |               | -             | -             | 36     | 2      |        |
| 2016–17             | «Реймс»             | Л2                  | 1         | 0         | КФ+КЛ              | 0                  | 0                  | -                    | -                    | -                    | -             | -             | -             | 1      | 0      |        |
| 2017–18             | «Реймс»             | Л2                  | 13        | 1         | КФ+КЛ              | 1+1                | 0                  | -                    | -                    | -                    | -             | -             | -             | 15     | 1      |        |
| 2018–19             | «Реймс»             | Л1                  | 4         | 0         | КФ+КЛ              | 0+1                | 0                  | -                    | -                    | -                    | -             | -             | -             | 5      | 0      |        |
| 2019–20             | «Реймс»             | Л1                  | 27        | 1         | КФ+КЛ              | 4+1                | 0                  | -                    | -                    | -                    | -             | -             | -             | 32     | 1      |        |
| Усього за «Реймс»   | Усього за «Реймс»   | Усього за «Реймс»   | 45        | 2         |                    | 8                  | 0                  |                      | -                    | -                    |               | -             | -             | 53     | 2      |        |
| 2020–21             | «Монако»            | Л1                  | 29        | 3         | КФ                 | -                  | -                  | -                    | -                    | -                    | -             | -             | -             | 29     | 3      |        |
| 2021–22             | «Монако»            | Л1                  | 1         | 0         | КФ                 | 0                  | 0                  | -                    | -                    | -                    | -             | -             | -             | 1      | 0      |        |
| Усього за «Монако»  | Усього за «Монако»  | Усього за «Монако»  | 30        | 3         |                    | 0                  | 0                  |                      |                      |                      |               |               |               | 30     | 3      |        |
| Усього за кар'єру   | Усього за кар'єру   | Усього за кар'єру   | 132       | 10        |                    | 9                  | 0                  |                      | -                    | -                    |               | -             | -             | 141    | 10     |        |

## Титули та досягнення
- Віце-чемпіон світу: 2022